# Pír Pandžál
Pír Pandžál (paňdžábsky پیر پنجال, Pír Pandžál, gurmukhí ਪੀਰ ਪੰਜਾਲ, urdsky پیر پنجال, hindsky पीर पंजाल, Pír Paňdžál, anglicky Pir Panjal Range) je himálajské pohoří v Kašmíru a Himáčalpradéši. Táhne se v délce asi 450 km ze severozápadu na jihovýchod a patří k vnějšímu pásmu Malého Himálaje.
V Kašmíru tvoří Pír Pandžál hradbu, která na západě odděluje Kašmírské údolí od paňdžábských nížin. Jeho severozápadní částí prochází linie příměří mezi indickou a pákistánskou částí Kašmíru. Jižněji už leží celý hřbet na území spravovaném Indií a odděluje Kašmírské údolí od oblasti Džammú. Silnice NH1A, která spojuje Džammú se Šrínagarem v Kašmírském údolí, překonává od roku 1959 hřeben Pír Pandžálu 2,5 km dlouhým tunelem Jawahar ve výšce 2195 m. Tento tunel umožňuje, aby NH1A jako jediná pozemní komunikace spojující Šrínagar se zbytkem Indie byla otevřená celoročně, i když v zimě je její údržba obtížná a občas ji zablokují sněhové kalamity.
V západní části patří k důležitým průsmykům Hadži Pír mezi Puňčhem a Urí. V současné době slouží jako důležitý opěrný bod obsazený pákistánskou armádou. Indie na něj útočila v obou kašmírských válkách (1965 a 1971). V roce 1965 Indie průsmyk obsadila, ale později ho opět vyklidila v rámci vzájemné výměny území. V roce 1971 Pákistán indické útoky odrazil. Nyní je průsmyk součástí Ázád Kašmíru. Silnice NH1A, která ze Šrínagaru pokračuje právě do Urí, zde končí. Další cesta podél řeky Dželam, která je jediným odtokem z Kašmírského údolí a proráží přirozenou cestu ven, není běžně možný, protože řeka míří přes linii příměří na území Ázád Kašmíru. Od roku 2005 zde ale díky mírovým dohodám mezi Indií a Pákistánem jednou týdně jezdí autobusová linka Šrínagar – Muzaffarábád, kterou mohou používat občané těchto dvou zemí.
Kašmírský úsek Pír Pandžálu dosahuje výšky 4553 m. a na jižní straně Kašmírského údolí se napojuje na výběžky Velkého Himálaje. Za řekou Čanáb pak začíná (jiho)východní úsek pohoří, který leží převážně v Himáčalpradéši a tvoří rozvodí mezi Čanábem (Čandrou/Čandrabhágou) a povodím Bjásu a Rávi. Ve východní části se nachází horský průsmyk Rohtang La (3978 m), který spojuje město Manáli v údolí Kulú s Keylongem v údolí Láhaul. Nejvyšších výšek dosahuje pásmo ve své východní části vrcholy Deo Tibba (6001 m) a Indrásan (6221 m). Lze se k nim dostat jak z údolí Kulú, tak z údolí Láhaul (Čandra).